# Hélène Nolthenius
Hélène Francisca Wagenaar-Nolthenius (Amsterdam, 9 april 1920 – aldaar, 22 april 2000) was een Nederlandse schrijfster, musicologe, cultuurhistorica en hoogleraar.

## Leven en werk
Nolthenius studeerde musicologie aan de toenmalige Rijksuniversiteit Utrecht. Daarmee zette zij een familietraditie voort. Zowel haar grootvader als haar vader was classicus en musicus. In 1941 richtte zij samen met Nancy van der Elst (1919-2017) de Studievereniging Hucbald op. Van der Elst componeerde enkele werken op teksten van Nolthenius.
In de Tweede Wereldoorlog had het gezin Nolthenius onderduikers in huis. Zelf was Hélène Nolthenius actief in het verzet en kwam zij ook een paar keer bij Hannie Schaft. Haar vader Hugo Nolthenius werd opgepakt voor het verbergen van een Joods meisje en overleefde concentratiekamp Dachau, waarschijnlijk doordat hij cello speelde. Gebeurtenissen in de oorlogstijd hadden een blijvende invloed op het leven van Hélène Nolthenius.
Vanuit een sterke sociale bewogenheid sloot zij zich in 1938 aan bij de CPN. In augustus 1939 zegde ze haar lidmaatschap weer op vanwege het Molotov-Ribbentroppact. Ook was zij enige tijd belijdend katholiek. In 1945 deed Nolthenius doctoraalexamen. Zij begon haar carrière met het schrijven van muziekrecensies voor het rooms-katholieke dagblad De Maasbode. Zij werd in 1946 hoofd van de muziekafdeling van de Katholieke Radio Omroep (KRO). In 1948 promoveerde zij bij Albert Smijers op een proefschrift over De oudste melodiek van Italië: de muziek van het Duecento.
Begin jaren vijftig verschenen haar eerste literair-wetenschappelijke boeken. In de jaren zeventig en tachtig publiceerde zij misdaadromans die zij situeerde in het middeleeuwse Italië.
In 1958 werd Nolthenius buitengewoon hoogleraar muziekgeschiedenis van de Oudheid en de Middeleeuwen aan de Rijksuniversiteit Utrecht. In 1966 werd haar leerstoel omgezet in een gewoon hoogleraarschap. In 1974 werd zij benoemd tot lid van de Koninklijke Nederlandse Akademie van Wetenschappen (KNAW). Ze ging vervroegd met emeritaat in 1976 uit onvrede met de ontwikkelingen op de universiteit. Sinds de jaren negentig wordt zij beschouwd als een belangrijke voortrekker op het gebied van de nieuwe geschiedschrijving, met name de mentaliteitsgeschiedenis.
Als erudiete geleerde stond Nolthenius pal voor het behoud van de humaniora aan de universiteit. Zij leed zeer onder de algemene teruggang die zij constateerde in het ontwikkelingsniveau van studenten, het gevolg van een reeks bezuinigingsronden in de jaren zestig en zeventig. Nolthenius was zeer onder de indruk van Franciscus van Assisi, ook al distantieerde zij zich van het katholicisme en koos zij voor de rede boven het geloof.
Nolthenius raakte bij een groot publiek bekend door haar vaak herdrukte boeken Renaissance in mei en Duecento, evenals haar studies over het gregoriaans, Muziek tussen hemel en aarde, en een biografie van Franciscus van Assisi, Een man uit het dal van Spoleto. Haar boek over het gregoriaans werd in 2009 bij Vantilt in een derde editie heruitgegeven en ingeleid door Etty Mulder.